# هاينكل هي 113
طائرة هاينكل هي 113 هي طائرة مقاتلة ألمانية وهمية من الحرب العالمية الثانية، اخترعت كأداة دعائية وللتضليل الإعلامي.

## تطوير
في عام 1940، أعلن وزير الدعاية النازي جوزيف جوبلز عن دخول مقاتلة جديدة إلى الخدمة مع القوات الجوية الألمانية. تضمنت الخطة التقاط صور لطائرة هاينكل هي 100 دي-1 في قواعد جوية مختلفة حول ألمانيا، وفي كل مرة يتم طلاءها بطبقة طلاء جديدة لمجموعة من المقاتلة الوهمية المختلفة. نُشرت الصور بعد ذلك في الصحافة باسم هي 113، وتم الترويج لها أحيانًا كمقاتلات ليلية (على الرغم من افتقارها حتى إلى ضوء الهبوط ).
ظهرت الطائرة أيضًا في سلسلة من صور "اللقطات الحركية" في مجلات مختلفة مثل مجلة دير أدلر، بما في ذلك ادعاءات بأنها أثبتت قوتها القتالية في الدنمارك والنرويج. تزعم أحد المصادر أن الطائرة كانت معارة إلى سرب من سلاح الجو الألماني في النرويج لفترة من الوقت، ولكن قد تكون هذه المزاعم جزءً من نفس المعلومات المضللة التي تنتشر بعد سنوات عديدة[بحاجة لمصدر] .

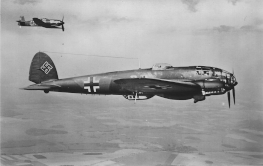
طائرة Heinkel He 111 برفقة طائرة He 113 في صورة بطاقة بريدية

من غير الواضح حتى اليوم من كان المستهدف من هذه الدعاية — قوات الحلفاء أم الرأي العام الألماني — ولكن يبدو أنها كانت عملية خداع ناجحة. لأن المخابرات البريطانية عرضت هذه الطائرة في تقارير فرع المخابرات الجوية AIR 40/2799، وهو تقرير عن القوات الجوية الألمانية تم الانتهاء منه في عام 1940. هناك تم إدراج السرعة القصوى بـ 628/ساعة. ويذكر أيضًا أن الجناح كان 15.5م 2 وأشار التقرير إلى أن الطائرة كانت في مرحلة الإنتاج. تم إصدار تقارير عن طائرات 113 التي تم مواجهتها وإسقاطها طوال السنوات الأولى من الحرب، بما في ذلك الاستشهادات في جريدة لندن غازيت . 

## المواصفات
البيانات من The Complete Book of Fighters
الخصائص العامة
- طاقم: 1
- طول: 8.2 م (26 قدم 11 بوصة)
- باع الجناح: 9.42 م (30 قدم 11 بوصة)
- ارتفاع: 3.6 م (11 قدم 10 بوصة) tail raised to flying attitude
- مساحة الجناح: 14.6 م2 (157 قدم2)
- الوزن فارغة: 1,810 كـغ (3,990 رطل)
- الوزن الإجمالي: 2,500 كـغ (5,512 رطل)
- محركات: 1 × Daimler-Benz DB 601M inverted V-12 direct-injection super-charged liquid-cooled piston engine, 876 كـو (1,175 حصان)
- مراوح: 3-ريشة constant-speed propeller

أداء
- السرعة القصوى: 670 كم/س (416 ميل/س؛ 362 عقدة) at 5,000 م (16,000 قدم)
- مدى: 1,010 كـم (628 ميل؛ 545 nmi)
- سقف الخدمة: 11,000 م (36,089 قدم)
- وقت الارتفاع 2,000 م (6,600 قدم) in 2.2 minutes

تسليح

- مدفع رشاش:   - 1 × 20 مـم (0.787 بوصة) MG FF cannon, engine mounted as a Motorkanone
  - 2 × 7.92 مـم (0.312 بوصة) MG 17 machine guns

## قراءة إضافية
- Darbrowski، Hans-Peter (1991). Heinkel He 100 : world record and propaganda aircraft. West Chester, PA: Schiffer. ISBN:0-88740-345-X.
- Donald, David، المحرر (1997). The encyclopedia of world aircraft (ط. Updated). Leicester: Blitz Editions. ISBN:185605375X.
- Green، William (1963). "Heinkel's Hoaxer". RAF Flying Review.
- Heinkel, Ernst (1956). Stormy Life Memoirs of a Pioneer of the Air (بالإنجليزية). Boston, Mass.: E. P. Dutton & Co. Inc.
- Heinkel, Ernst (1955). Stürmisches Leben Herausgegeben von Jürgen (بالألمانية). Stuttgart-Zürich-Salzburg: Stuttgart-Zürich-Salzburg, Europäischer Buchklub.
- Wagner, Ray؛ Nowarra, Heinz (1971). German Combat Planes: A Comprehensive Survey and History of the Development of German Military Aircraft from 1914 to 1945. New York: Doubleday.